# 奥姆
奥姆（法語：Hommes，法語發音：[ɔm] ⓘ）是法国安德尔-卢瓦尔省的一个市镇，位于该省西北部，属于图尔区。

## 地理
奥姆（47°25'33"N, 0°17'48"E）面积29.59 平方千米，位于法国中央-卢瓦尔河谷大区安德尔-卢瓦尔省，该省份为法国中西部省份，北起萨尔特省、东北接卢瓦-谢尔省，东南接安德尔省，南至维埃纳省，西临曼恩-卢瓦尔省。
与奥姆接壤的市镇（或旧市镇、城区）包括：阿夫里耶莱蓬索、拉唐河畔沙奈、孔坦瓦尔、里耶、拉唐河畔萨维涅。

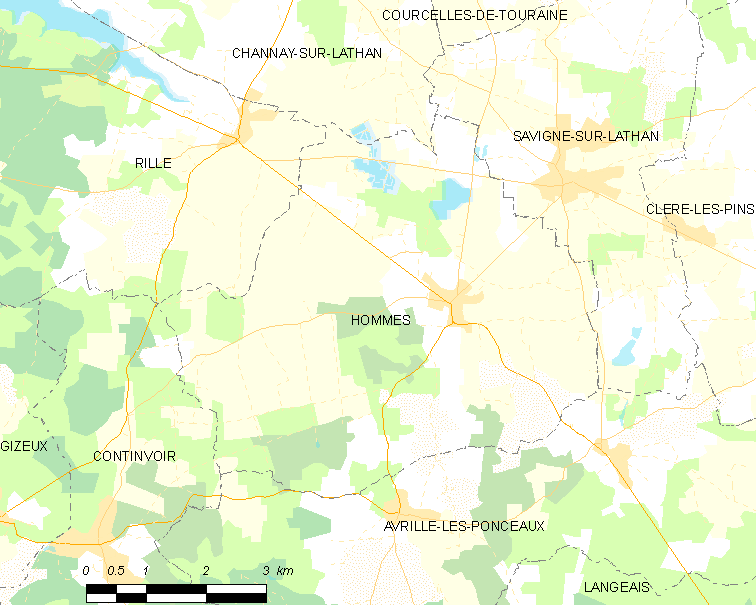
奥姆的OSM定位图

奥姆的时区为UTC+01:00、UTC+02:00（夏令时）。

## 行政
奥姆的邮政编码为37340，INSEE市镇编码为37117。

## 政治
奥姆所属的省级选区为朗热县。

## 人口

1962-2008年间奥姆人口变化图示

奥姆于2022年1月1日时的人口数量为867人。